# Седільйо-де-ла-Торре
Седільйо-де-ла-Торре (ісп. Cedillo de la Torre) — муніципалітет в Іспанії, у складі автономної спільноти Кастилія-і-Леон, у провінції Сеговія. Населення — 125 осіб (2010).
Муніципалітет розташований на відстані близько 110 км на північ від Мадрида, 70 км на північний схід від Сеговії.

## Демографія
Динаміка населення (INE ):